# Люди-рептилії

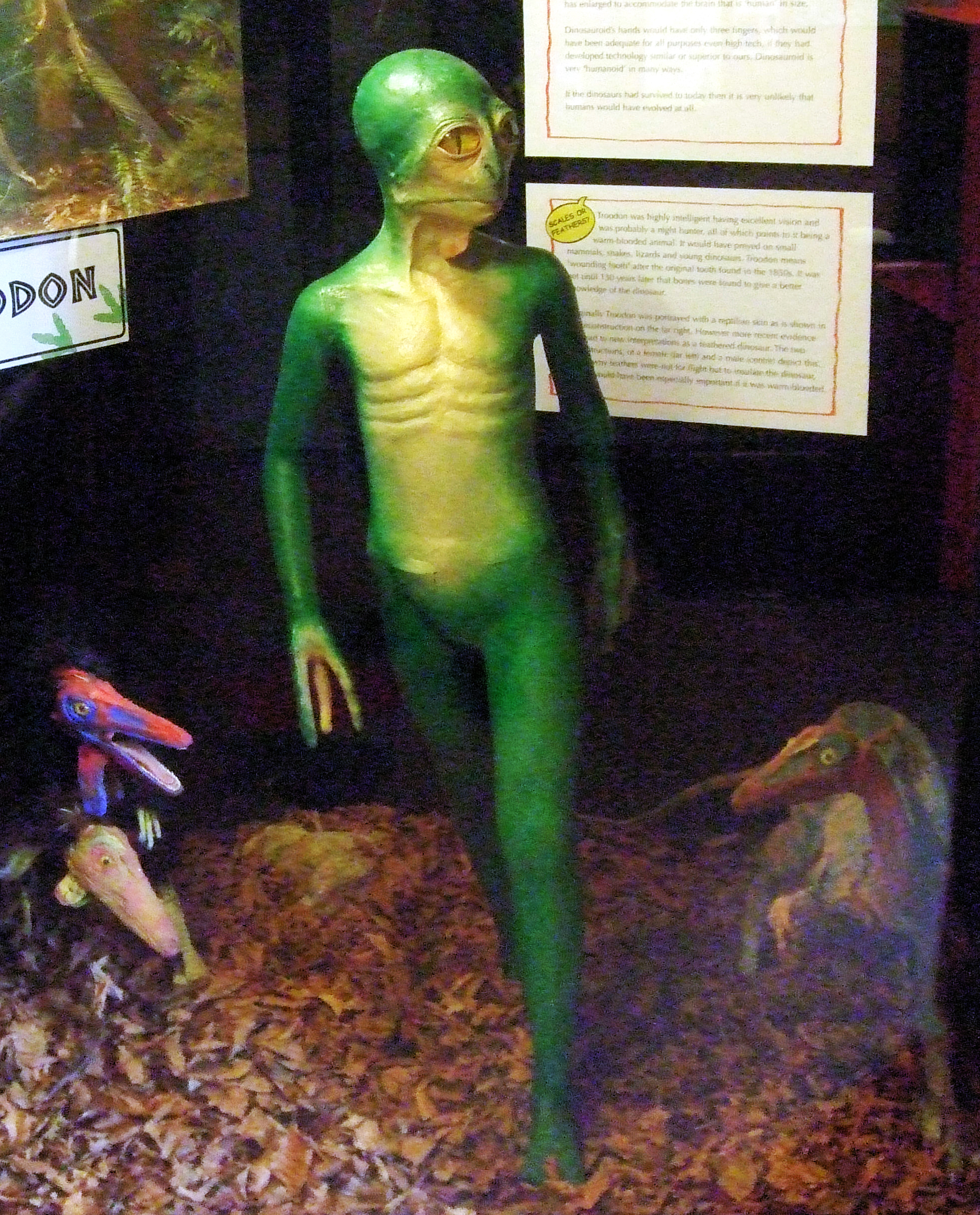
Модель вигаданого «динозавроїда» (людиноподібного динозавра), створена на основі припущень палеонтолога Дейла Рассела в музеї динозаврів у Дорчестері, Дорсет, Англія.

Люди-рептилії або люди-змії — легендарні істоти, які згадуються в міфології та фольклорі різних культур і мають риси гуманоїдних плазунів.
У наш час вони також присутні в науковій фантастиці, уфології та теоріях змови (теорія змови рептилоїдів), які для їх опису також використовують терміни рептилоїд, рептоїд, рептилоїдний гуманоїд, динозавроїд, ящер, людина-ящер та Homo saurus.
Палеонтолог Дейл Рассел, тоді куратор скам'янілостей хребетних у Національному музеї Канади в Оттаві, у 1982 році запропонував гіпотетичний еволюційний шлях, яким міг би піти троодон, двоногий хижий динозавр, якби він не зник повністю під час масового вимирання в крейдяно-палеоценовому періоді 65 мільйонів років тому. Цю ідею загалом сприйняли скептично, хоча деякі вчені визнали її фантастичностимулюючою.

## Міфологія
Багато стародавніх культур згадують у своїх традиціях і фольклорі символіку змія або присутність рептилій.

### Америки
Корінні американці хопі розповідають про існування раси людей-рептилій, які живуть під землею під назвою шеті або «Брати Змії». У доколумбовій міфології первинна Єва на ім'я Бачуе перетворюється на великого змія, якого також називають «Небесним Змієм».

### Європа

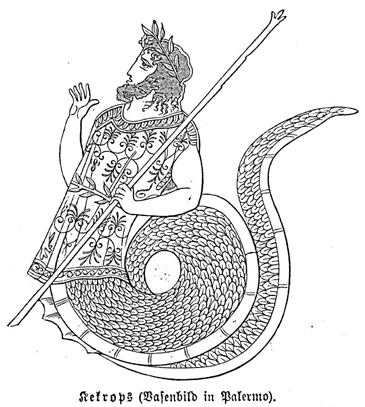
Кекропс, міфічний цар Афін

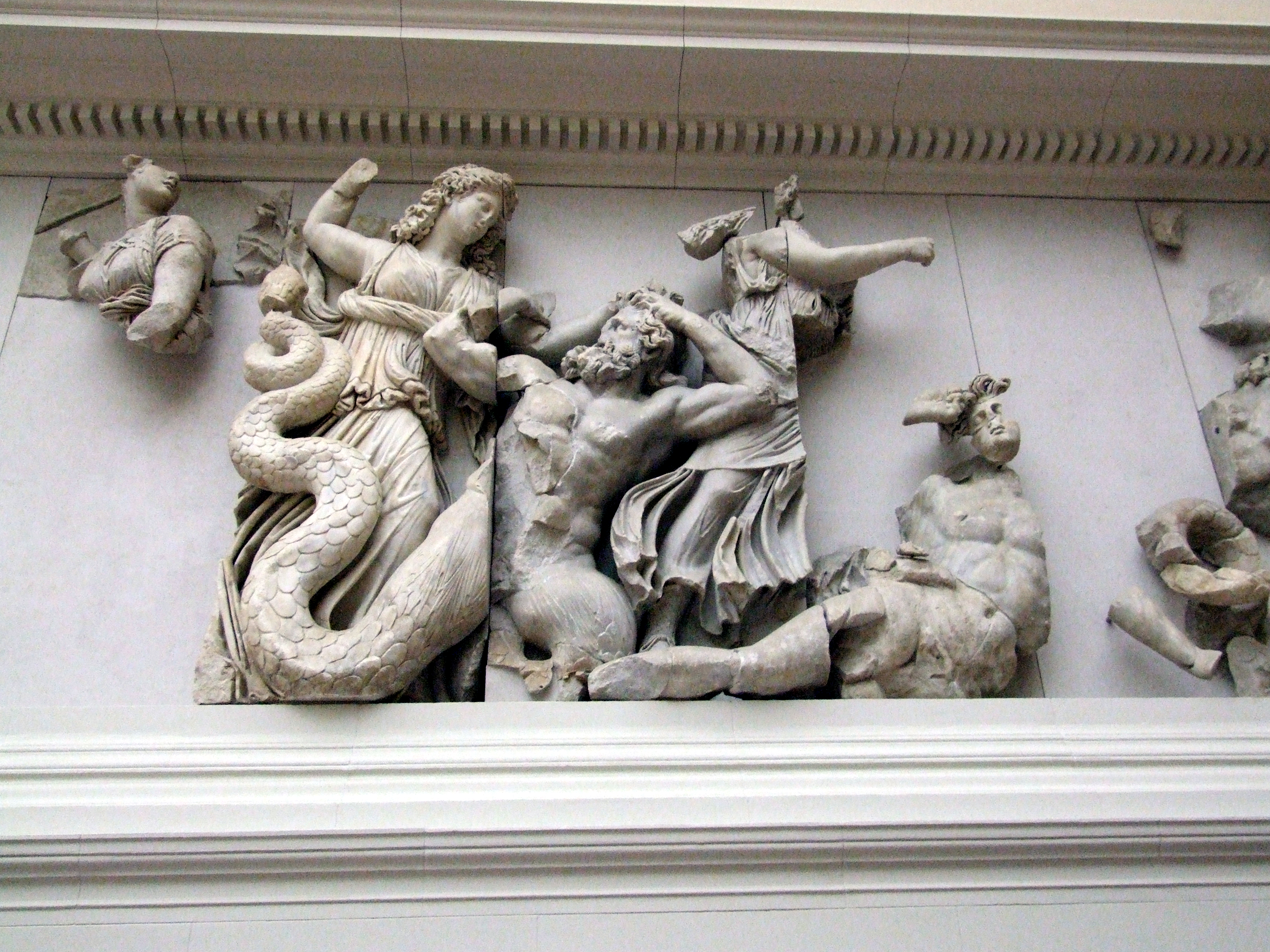
Деталь гігантомахічного фриза Пергамського вівтаря

Перший міфічний цар Афін, Кекропс, був напівлюдиною-напівзмією. У грецькій міфології у титанів і велетнів були змії-слуги, і іноді велетнів зображують у «змієподібній» формі, тобто з ногами, утвореними змієподібними закінченнями, як у велетня Клітера, зображеного на барельєфі фриза Гігантомахія на Пергамському вівтарі. Тельхіни (17 синів Понта і Таласси або Геї) від пояса вниз зображувалися рептиліями. Борейський вітер (Аквілон для римлян) також був описаний у вигляді вугра.

### Індія

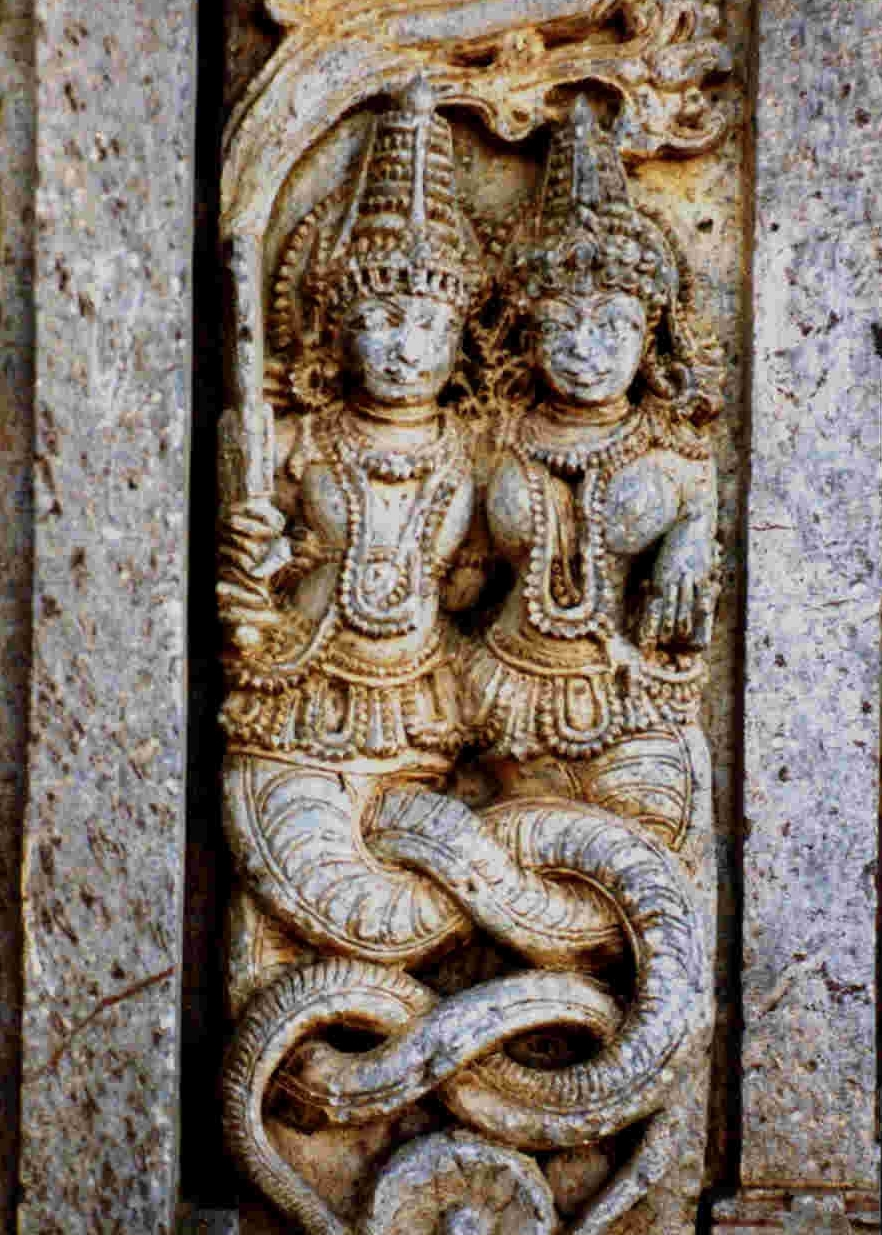
Нага та Нагіні в Бхубанешварі, Одіша

В індійських писаннях і легендах наги (деванагарі: नाग) — це змієподібні істоти, які, як вважалося, живуть під землею, водночас контактуючи з людьми. За деякими версіями, такі істоти нібито жили на континенті, який пізніше затонув у водах Індійського океану. В індійських текстах також згадується інша раса людей-зміїв, яка називається сарпа (деванагарі: सर्प, Syrictæ; грец. Skiritai, лат. Sciritae) — плем'я людей із ніздрями, схожими на зміїні, замість носа зі змієподібними ногами.

### Східна Азія

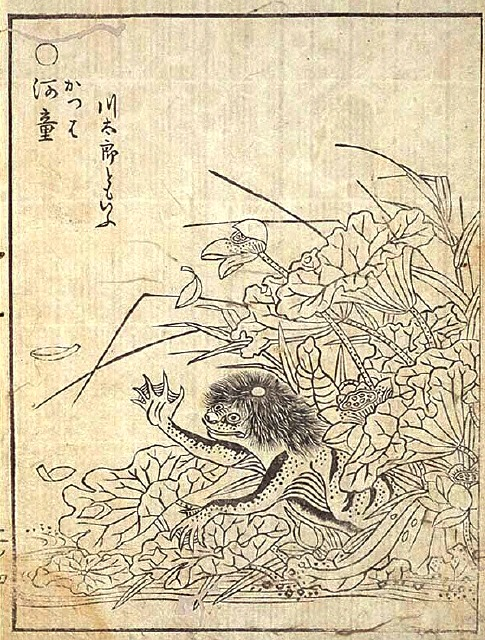
Зображення каппи на японській гравюрі XVIII століття

У китайській, в'єтнамській, корейській та японській культурах легенди про Довгих людей (Йонг корейською, Рю японською) або драконів знаходяться на півдорозі між фізичним планом і астральним планом, але рідко описуються в гуманоїдній формі та можуть набувати форма між людиною та рептилією. Японці розповідали історії про Каппа, міфологічний народ людиноподібних земноводних.
У Китаї, Кореї та Японії підводні царства міфологічно населені королями-драконами, а їхні нащадки вважаються людьми, що походять від раси драконів. Цей родовід часто заявляють азіатські імператори, які, як вважалося, могли добровільно змінити форму людини на форму дракона, яка вважалася благородною серед цих народів, на відміну від того, що часто трапляється на Заході, де бачать драконів і загалом рептилій як уособлення зла.

### Середній Схід

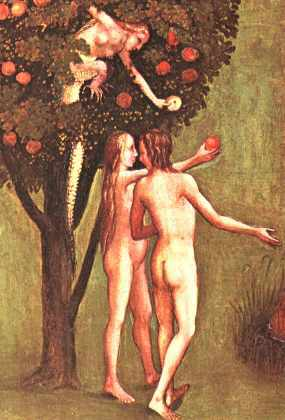
Страшний суд (деталь) Ієроніма Босха, після 1482 року

На Близькому Сході відомі джини, люди-змії або дракони, про яких говорили з давніх часів. В апокрифічній книзі, яку помилково ідентифікували як втрачену Книгу Праведного, описується раса людей-зміїв.
У книзі Буття Бог карає Змія за те, що він обманом змусив Єву з'їсти плід знання
І промовив Господь Бог до змія: За те, що ти вчинив це, будь проклятий більше від усякої худоби та від усякого звіра дикого, на череві своєму ходитимеш, і порох їстимеш по всі дні життя твого!
В іконографії західного мистецтва є зображення жінки зі зміїним хвостом, іноді з рептильними ногами, як на картині «Страшний суд» Ієроніма Босха. У середні віки Диявола часто зображували з рептильними характеристиками, як і демонів у більшості іконографії. Проте католицька теологія і традиція, навіть середньовічних авторів, стверджують, що ангели є невидимими і безтілесними створіннями Бога. Вони лише допускають можливість того, що ангели Божі та святі душі є суб'єктами богоявлення з появою людського тіла (як святий Архангел Рафаїл у книзі Товіта або святий апостол Петро в агіографії святої Агати), тоді як, що стосується демонів, через появу тіла тварини, задокументовану в практиці екзорцизму.

### Африка

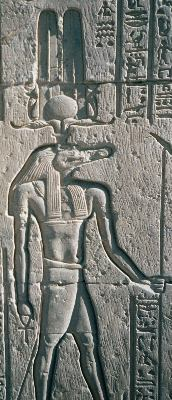
Собек, бог води та повеней у єгипетській міфології

Давньоєгипетського бога Собека зображували у вигляді людини з головою крокодила.
У Малі є народ дазн, який має міф про людину-рептилію, що є основою міфу про походження людини. Дазн кажуть, що вони походять від бога Амми, що походить від зірки По Толо (Сіріус B). Інші дослідників дазнів, однак, вважають, що насправді ця зірка не відома дазнам, і повідомляють, що помилка може бути пов'язана з мовними труднощами або неправильними інтерпретаціями.

### Савромати
За однією з легенд савромати (око ящірки) народилися від генетичного союзу корінного населення з видом тварин, цей термін означає: об'єднатися з ящерами. Про цей народ говорили різні стародавні автори, серед них Тацит, Пліній, Страбон, Помпоній Мела, Гіппократ, Діодор Сицилійський та інші. Місце їхнього походження відповідає сьогоднішньому Казахстану.
Геродот писав, що савроматів не слід плутати зі скіфами та всіма тими народами, пов'язаними з ними, особливо з сарматами та слов'янами: останні насправді не жили на схід від Танаїсу (сьогоднішня річка Дон).
Джованні Баттіста Рамузіо повідомляє, що: «Отже, греки вперше назвали їх савроматами, dasauros, що, як було сказано вище, означає гадюку, і omma, що означає око, майже що означає жахливі люди з очима гадюки; з цього часу ці люди та ці країни, населені ними, зберігають назву Савромати та Савроматія».
Міфологічний союз жінки зі Змієм породив амазонок, які були народом, відмінним від інших, з унікальними законами та звичаями, і це ще до грецької історії. Ці воїни були народжені в результаті справжнього генетичного відбору, який усунув народження чоловіків, це не були «савромати», які походили від амазонок, а скоріше останні були народжені від перших.

## Уфологія та сучасні теорії змови
У контексті історій про спостереження НЛО, близькі зустрічі та викрадення прибульцями в деяких випадках стверджується, що прибульці мали форму гуманоїдних рептилій. У класифікації інопланетних рас, розробленій уфологом Бредом Стайгером, рептилоїди належали б до так званого типу Дельта. На думку деяких уфологів, цей тип інопланетян зустрічається в передбачуваних спостереженнях рідше, ніж сірі та нордики.
Герберт Ширмер був першим, хто заговорив про рептилоїдних інопланетян. Він стверджує, що був викрадений в Ешленді, штат Небраска, в 1967 році гуманоїдними істотами зростом від 1,4 до 1,8 м, які мали облягаючі костюми, з тонкою, видовженою головою і сіро-білою шкірою; рот був би розрізаним і не рухався б, коли вони говорили, а їхні очі були б скошені. На костюмах Ширмер побачив би емблему у формі «крилатого змія». За словами Ширмера, такі істоти прибули б з іншої галактики і мали б бази (ймовірно, що обертаються) на Венері.
Колишній італійський нічний сторож П'єр Фортунато Занфретта стверджує, що в 1978 році мав близьку зустріч четвертого роду з інопланетянами-рептиліями, які викрали його. Рептилоїди, про яких йдеться, мали б назву «Даргос», вони б походили з вмираючої планети під назвою «Титанія», яка є частиною «третьої галактики», вони були б абсолютно миролюбними і бачили б Землю як одну з планет, до яких вони могли переїхати в майбутньому.
Деякі позаземні теорії змови, які розвинулися особливо в 1990-тих роках, підтверджують присутність на Землі передбачуваних ліній «рептилоїдів» позаземного походження. Відповідно до цих теорій, наприклад, передбачувані інопланетяни, що прибули із сузір'я Дракона, були б рептиліями, які були б «сірими височинами», прихованими володарями найвідоміших інопланетян, так званих сірих прибульців, які походять з система Дзета Сітки, Оріон і Белатрікса.

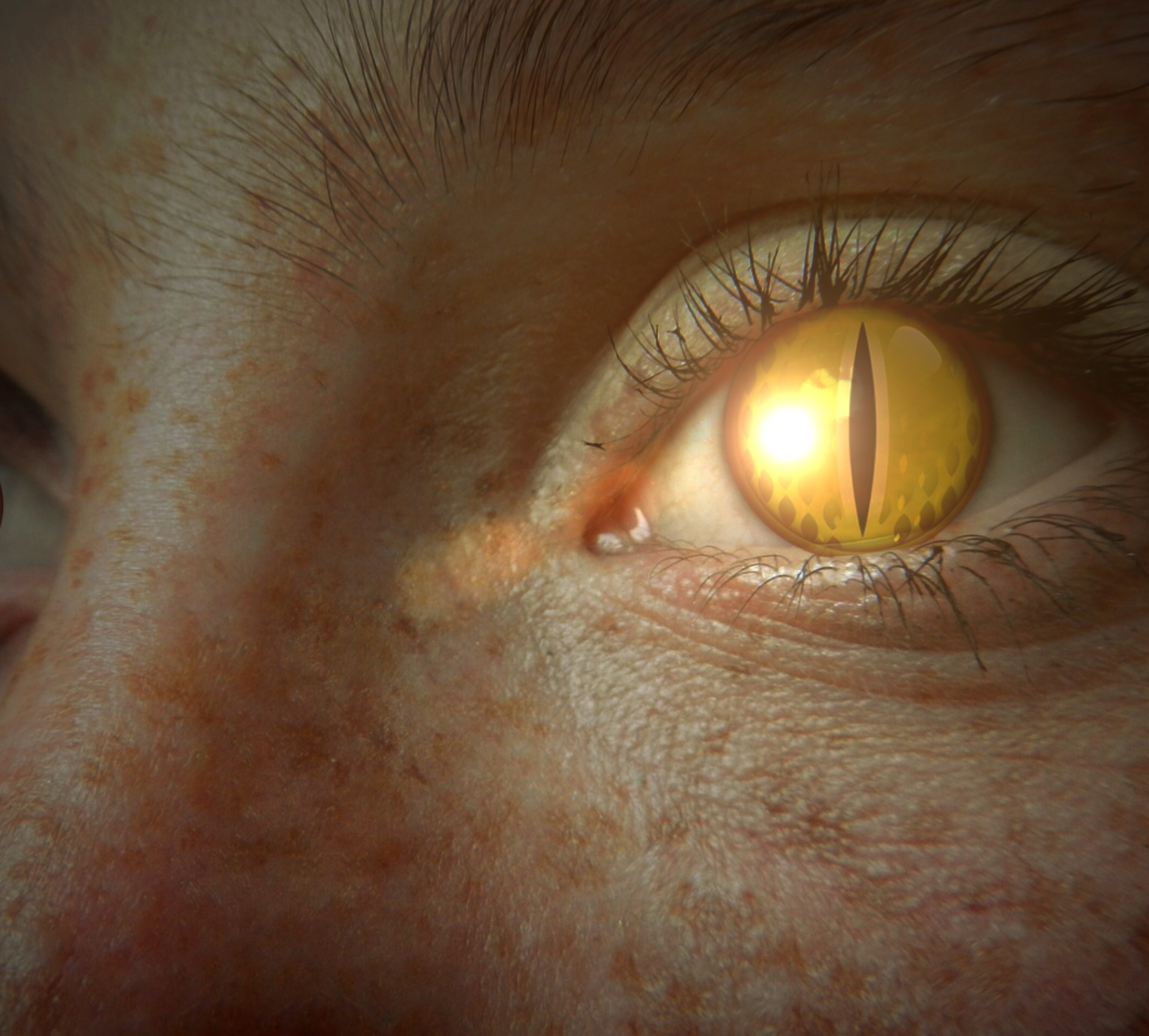
Твір мистецтва людини з оком рептилії

Джон Роудс збирав свідчення про ймовірні контакти між людьми та гуманоїдами-рептиліями; він заснував спеціальний дослідницький центр у 1997 року і виступав на телебаченні та радіо, щоб проілюструвати свої передбачувані відкриття та передбачувані наукові докази, що підтверджують його теорії. Роудс стверджує, що, на його думку, гуманоїди-рептилоїди походять від динозаврів і тому були побічним продуктом земної еволюції. Щоб підтвердити свої тези, Роудс цитує теорії Дейла Рассела з 1980-х років, які стосуються опису того, якою могла бути еволюція динозаврів у розумні види. За словами Роудса, людська увага буде навмисно переключена з підземних світів у глибокий космос, саме з метою збереження в таємниці тем, що стосуються передбачуваних домів підземних народів та їхніх стародавніх цивілізацій; у цьому відношенні тези Роудса сприймають деякі ідеї прихильників теорії порожнистої Землі, згідно з якою під земною поверхнею розташований населений континент. Рептилійні теорії, на які посилається Роудс, нагадують типи істот, описані деякими людьми, які стверджують, що їх викрали інопланетяни.

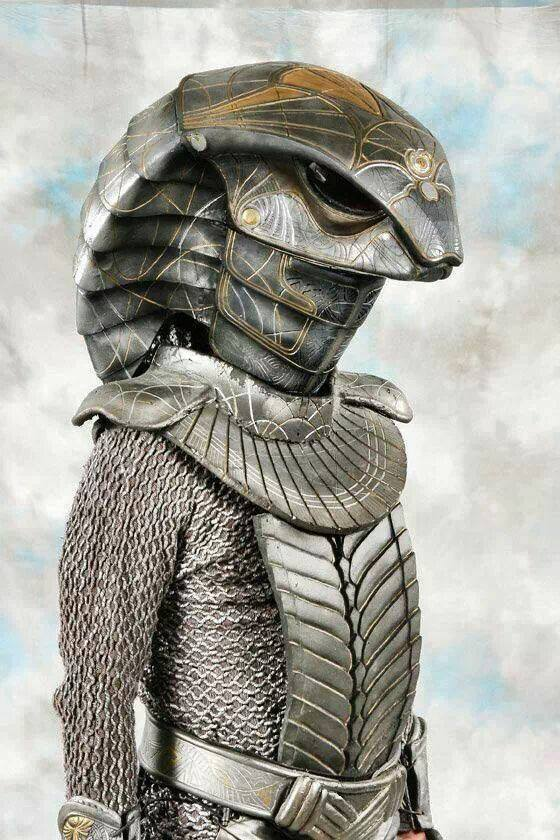
Художнє зображення інтерпретації Ануннаків Захарії Сітчіна в «Зоряній брамі»

Захарія Сітчин стверджував, що виявив у шумерських табличках посилання на нерептилійну гуманоїдну інопланетну расу (Анунаків), яка створила людську расу (змішавши свої гени з генами Homo Erectus) з метою використання людей як рабів у своїх шахтах у Африці. За словами Сітчіна, таблички засвідчують, що «чорноголові» шумерські люди були створені з цих істот шляхом змішування «життєвої сутності» «людей і божеств».
Теорії Сітчіна були пов'язані з Лоуренсом Гарднером, за яким існувала «Кровна лінія Дракона», варіант Святого Грааля, який знаходився в стародавній Месопотамії, коли Ануннаки спустилися в регіон, створивши королівську кровну лінію за допомогою маніпуляції з генетикою.
За словами Девіда Айка, опублікованого в його книзі «Найбільша таємниця: книга, яка змінить світ», гуманоїди-рептилії — це ймовірна окультна сила, яка маніпулюватиме та контролювати людство. Раса складатиметься з істот зростом 2,13 м, які п'ють кров і здатні змінювати форму. Вони походять із зоряної системи Альфа Драконіс. Багато світових лідерів належали б до нього, включаючи британську королівську родину, Білла Клінтона, Гілларі Клінтон, Джорджа Буша, Барака Обаму. Твори Айка мають певний успіх у публіки, також завдяки концепціям, взятим із жанру Нью-Ейдж.
Пол Шоклі, засновник «Церкви всесвітнього служіння Водолія», вважає себе людиною, здатною направляти «космічне усвідомлення»; через те, що він описує як «одкровення обізнаності», він повідомив про існування небезпечної раси рептилоїдів, серед яких, однак, є особини, які добре ставляться до людей. «Космічна обізнаність» змусила б його стверджувати, що деякі людські істоти також містять ДНК рептилій, цю тезу також підтримував Сальваторе Бріцці, для якого вони мали б особливі розумові та вольові якості, на відміну від звичайних землян.
Контактер і медіум Шелдан Нідл стверджує, що отримує телепатичні повідомлення від «Белатриксів», доброзичливої раси рептилоїдів із системи Белатрікса.
Контактер Райлі Мартін, автор книги «Пришестя Тану» і частий гість програми Говарда Стерна, стверджує, що особисто знає певного «таргісіанця», що належить до небезпечної раси рептилоїдів, які разом із шістьма іншими расами інопланетян будуть присутні на матір корабля, що обертається навколо Сатурна.
Нерідко теорії НЛО, змов, змов і рептилоїдів також об'єднуються з численними варіантами, що передбачають елементи казкової фантастики, такі як гноми, ельфи, ельфи, міфологічні фігури тощо. В інших випадках вони є основою незаконних псевдомедичних практик (заснованих на неідентифікованих хвилях, частотах, магнетизмі, розумових силах), підведених під широке визначення «альтернативної медицини».
Іншими істотами, що належать до сфери народної уяви, є Черуфе в Чилі, людина-ящірка з округу Лі в Південній Кароліні, Лавлендська жаба (або Лавлендська ящірка) в Лавленді, штат Огайо, Джейк, людина-алігатор, у Сполучених Штатах, Монстр озера Фетіда в Канаді.

### Інтерпретації
Прихильники психосоціальної гіпотези НЛО вважають, що за теоріями змови про рептилоїдів існують культурні причини. Страх рептилій є атавістичним і також зустрічається в деяких міфологіях і легендах. Крім того, науково-фантастична література і, зокрема, телевізійний серіал про Відвідувачів, можливо, зробили значний внесок у розвиток теорій змови щодо існування рептилоїдів. Скептик Браян Даннінг припускає, що стаття 1934 року в Лос-Анджелес Таймс також могла породити такі переконання. У цій статті говорилося, що геофізик і гірничий інженер оголосив, що він виявив підземний лабіринт під містом Лос-Анджелес, який веде до підземного міста, побудованого передовою расою людей-ящерів приблизно 5000 років тому, щоб уникнути катастрофи, яка сталася в поверхні.

## Твори художньої літератури

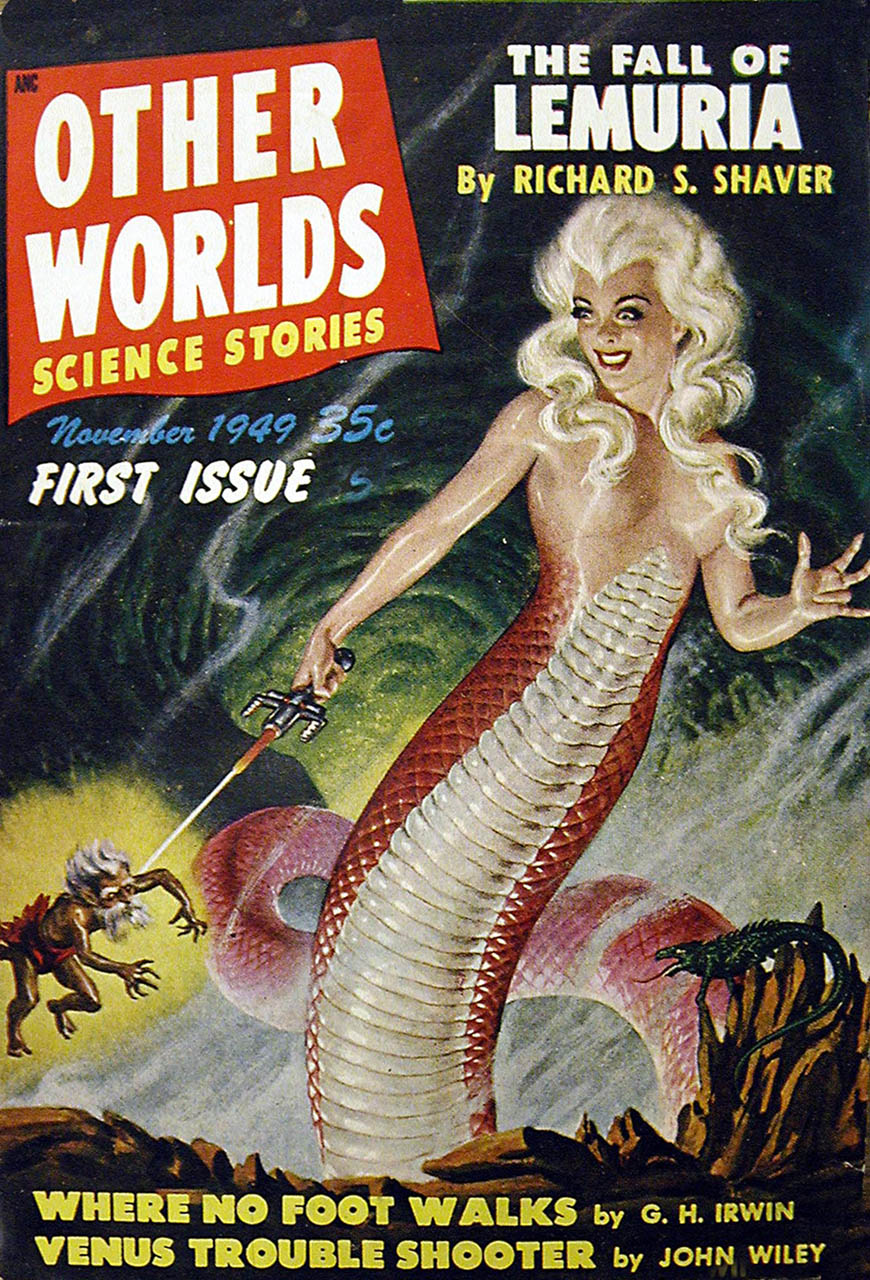
Жінка-змія на обкладинці Pulp-журналу із золотих років наукової фантастики «Інші світи», листопад 1949 року, з оповіданням «Падіння Лемурії» Річарда С. Шейвера.

У оповіданні 1923 року «Обличчя в безодні» письменника Абрахама Меррітта, жінка-змія з мезозойської ери, остання вижила зі свого виду, об'єднує себе з головними героями-людьми в боротьбі за перемогу добра.
Роберт Е. Говард описав змієлюдей в оповіданнях циклу Кулла про Валузію, починаючи з оповідання 1929 року в пульп-журналі Weird Tales. З 1971 року Marvel Comics час від часу включає людей-змій у комікси про Конана Варвара. Пізніше люди-змії також з'явилися в мультсеріалі, присвяченому Конану, випущеному в 1992 році. Такі письменники, як Лін Картер і Кларк Ештон Сміт, також зробили людей-змій головними героями деяких історій, пов'язаних із «Міфами Ктулху» Лавкрафта.

### Список вигаданих рептилоїдів
У фентезійній літературі та особливо в науковій фантастиці розумні істоти, схожі на рептилій, були представлені різними способами в романах, фільмах, телесеріалах, коміксах, мультфільмах та відеоіграх. Серед них:
- Цивілізації Горн і Вот в оригінальному телесеріалі «Зоряний шлях»
- Одна з рас Альянсу Зінді в «Зоряний шлях: Ентерпрайз»
- Трандошіанці, ногрі, чазрах і плавці Деллалта в «Зоряних війнах»
- Гумби у фільмі «Супербрати Маріо» (які у фільмі виглядають як антропоморфні рептилії, на відміну від оригінальної серії відеоігор, де вони виглядають як гриби з обличчями та ногами)
- Відвідувачі, герої однойменного телесеріалу
- Силурійці[en] (або Homo Reptilia), стародавні мешканці Землі в телесеріалі «Доктор Хто»
- Драки у фільмі Вольфганга Петерсена «Ворог мій» (1985)
- Бадун у Marvel Comics
- Люди-змії в мультфільмі «Володарі Всесвіту»
- Люди-ящери з телесеріалу «Загублений світ»
- Сілієни у фільмі «Ґодзілла: Фінальні війни» (2004)
- Ваксасури в мультфільмі «Бен 10»
- Чаш у романах циклу Чай Джека Венса
- Літяни в романі Джеймса Бліша «Справа совісті»
- Перегони в романах Гаррі Тертлдова «Цикл вторгнення» та «Цикл колонізації»
- Аанн і мінідраги у серії романів «Людське співтовариство» Алана Діна Фостера
- Рептилія Алудран у відеогрі Serious Sam: The First Encounter
- Люди-ящірки у франшизі Warhammer Fantasy Battle
- Дройн у рольовій грі «Мандрівник»
- Рептити у відеогрі Chrono Trigger
- Рептилія, Хамелеон[es] та їхня раса у відеогрі Mortal Kombat
- Ящір у відеогрі Soul Calibur
- Баргонські загарбники у відеогрі Bargon Attack
- Аргоніани у вигаданому всесвіті The Elder Scrolls .
- Дрелли, вигадана раса з відеогри Mass Effect 2, є гуманоїдами, схожими на земних рептилій
- Таємничий інопланетянин із лускатою шкірою в коміксі Текса Віллера «Долина Місяця» від Бонеллі-Галлеппіні .
- Преподобні, рептилійна інопланетна раса, яка з'являється в книгах «Натана Ніколи» Бонеллі.
- Окультні сили, які тягнуть за ниточки планетарної змови, до якої залучений головний герой, у серії коміксів «Людина, яка не повинна повернутися» (1993) Котіаса та Парраса. В одному з епізодів на динозавра перетворюється сам президент Сполучених Штатів або двійник, який зайняв його місце, з яким головний герой обманював себе, що він нарешті в безпеці.
- Вид «сектоїдів» — інопланетян із серії відеоігор X-COM (хоча в іграх вказано, що насправді вони зовні модифіковані так, щоб виглядати максимально людьми), а також «гадюк» (змієподібних істот, які мають руки).

## Примітка
1. ↑  di John Rhodes, David Icke, Riley Martin, Herbert Schirmer, Paul Shockley, Laurence Gardner, Zecharia Sitchin e Sebastiano DiGennaro
2. ↑  Séguin, R. (1982). Reconstruction of the small Cretaceous theropod Stenonychosaurus inequalis and a hypothetical dinosauroid. Syllogeus. 37: 1—43. {{cite journal}}: Пропущено |author1= (довідка)
3. ↑  Naish, D. (2006). Dinosauroids Revisited Darren Naish: Tetrapod Zoology, April 23, 2011.
4. ↑  Chinese Dragons History, Mythology and Physiology.
5. ↑  Chinese Dragons.
6. ↑  Nuova enciclopedia popolare ovvero Dizionario generale di scienze, lettere, arti, storia, geografia, ecc. ecc. opera compilata sulle migliori in tal genere, inglesi, tedesche e francesi coll'assistenza e col consiglio di scienziati e letterati italiani ..: R-SYD (італ.). Giuseppe Pomba e comp. 1849.
7. ↑  vecchio), Gaius Plinius Secundus (il (1612). Historia naturale di G. Plinio Secondo, diuisa in trentasette libri. Tradotta per M. Lodouico Domenichi. Con le additioni in margine. Nelle quali, o vengono segnate le cose notabili, ò citati altri authori, che della istessa materia habbiano scritto, ò dichiarati i luoghi difficili, ò posti i nomi di geografia moderni (італ.). appresso Giorgio Bizzardo.
8. ↑  Malte-Brun, Conrad (1815). Geografia universale o descrizione di tutte le parti del mondo trattata su d'un nuovo piano e giusta le gran divisioni naturali del globo preceduta dalla storia della geografia presso i popoli antichi e moderni e da una teori: Storia della geografia (італ.). dalla tipografia Sonzogno e compagni.
9. ↑  Erodoto Alicarnasseo tomo 1. [-2]. dedicato a s.e. il signor don Baldassare Odescalchi . (італ.). 1789.
10. ↑  Dizionario d'ogni mitologia e antichità incominciato da Girolamo Pozzoli sulle tracce del Dizionario della favola di Fr. Noel, continuato ed ampliato dal prof. Felice Romani e dal dr. Antonio Peracchi. Volume 1. [-6.]: Volume di supplimento (італ.). presso Ranieri Fanfani tipografo e calcografo. 1827.
11. ↑  Navigazioni e Viaggi  Volume Quarto  di Giovanni Battista Ramusio pagine 837.
12. ↑  Navigazioni e Viaggi. Volume Quarto - Giovanni Battista Ramusio.
13. ↑  Dizionario d'ogni mitologia e antichità incominciato da Girolamo Pozzoli sulle tracce del Dizionario della favola di Fr. Noel, continuato ed ampliato dal prof. Felice Romani e dal dr. Antonio Peracchi. Volume 1. [-6.]: Volume di supplimento (італ.). presso Ranieri Fanfani tipografo e calcografo. 1827.
14. ↑  Nuovo dizionario geografico universale statistico-storico-commerciale compilato sulle grandi opere di Arrowsmith, Busching, Balbi ... e di altri autori d'ogni età e d'ogni nazione ... Opera originale italiana di una Società di Dotti (італ.). 1826.
15. ↑  Sauromati. ISBN 9780244486037.
16. ↑  The Shadowlands Mysterious Creatures page.
17. ↑  Police Officer Herbert Schirmer Abduction - Ashland, Nebraska, United States - December 3, 1967 - UFO Evidence.
18. ↑  (Icke, 2004)
19. ↑  Reptoid Research Center.
20. ↑  Про приналежність членів британської королівської сім'ї до раси рептилій, а також про їхню здатність змінювати зовнішність з рептилій на людину, принцеса Діана нібито розповіла Крістін Фіцджеральд, яка повідомила про це в інтерв'ю виданню Icke.
21. ↑  Іке стверджує, що Джордж Буш і його сім'я також є частиною цієї передбачуваної раси і що існують кровні та генеалогічні зв'язки між європейськими королівськими особами і багатьма президентами США. Члени цієї раси нібито утворили таємне товариство «Вавилонське братство» з метою таємного контролю над світом. Зовнішня політика США була б продуктом рептилоїдної змови з метою поневолення людства (Icke 2004).
22. ↑  UFO, monarchie europee e complotti massonici. Torna David Icke, di Massimo Introvigne.
23. ↑  Newsletter Subscription & Back Issues - Cosmic Awareness Communications. Архів оригіналу за 2 серпня 2007. Процитовано 14 жовтня 2023.
24. ↑  93-02 (Issue No. 411) Find Out Who, |* REVELATIONS OF AWARENESS *| How Many Have In Fact. {{cite web}}: |archive-date= вимагає |archive-url= (довідка)
25. ↑  Le interferenze aliene. Архів оригіналу за 18 листопада 2012. Процитовано 14 жовтня 2023.
26. ↑  Virginia Essene and Sheldan Nidle, You are becoming a Galactic Human, Spiritual Education Endeavour Pub. Co., Santa Clara, USA, 1994
27. ↑  Riley Martin, The coming of Tan, Historicity Productions, New Hope, Pennsylvania, 1995
28. ↑  Michael Barkun, A culture of Conspiracy: Apocaliptic visions in contemporary America, University of California Press, Berkeley, 2003
29. ↑  Support Your Local Reptoid.

### Міфологія
- Dizionario d'ogni mitologia e antichità
- Geografia universale o descrizione di tutte le parti del mondo 1829
- Il canzoniere di Pietro Jacopo de Jennaro 1883
- Enciclopedia dei mostri giapponesi 2009,ISBN 8898002459
- Francesco Citro, Sauromati 2019, ISBN 9780244486037
- Erodoto, Storie, libro IV
- Nuova enciclopedia popolare ovvero Dizionario generale di scienze …, 1849
- Erodoto Alicarnasseo tomo 1.1789
- Vocabolario universale della lingua italiana, Volume 7 1855
- Historia naturale di G. Plinio Secondo

### Теорії змови
- Blum, Ralph. Chapter 10. Beyond Earth: Man's Contact with UFOs. Bantam Books, 1974.
- Sitchin, Zecharia. The 12th Planet. 1978.
- David Icke, Il segreto più nascosto: Il libro che cambierà il mondo, Macro Edizioni, 2001.
- David Icke, And the Truth Shall Set You Free, The 21st Century Edition, September 2004, Bridge of Love, ISBN 0-9538810-5-9
- Lewis Tyson, Richard Kahn, 2005, The Reptoid Hypothesis: Utopian and Dystopian Representational Motifs in David Icke's Alien Conspiracy Theory, Utopian Studies, Vol. 16, Paragrafo 1, pag. 45-75